# Talcott Parsons
Talcott Parsons, född 13 december 1902 i Colorado Springs, död 8 maj 1979 i München, var en amerikansk sociolog som räknas som en av de mest inflytelserika engelskspråkiga sociologerna under mitten av 1900-talet.

## Biografi
Parsons introducerade Max Webers tankar i USA och hans tolkning präglade länge den amerikanska förståelsen av Webers idéer. Han utvecklade – i en strävan efter en övergripande modell – en generell teori om samhällets struktur, utveckling och funktion. Den kallades AGIL-systemet efter dess huvudtankar om att varje grupp eller samhälle försöker klara fyra viktiga funktioner: adaptation, goal attainment, integration och latency. Parsons teoretiska perspektiv kom att kallas strukturfunktionalism. Det funktionalistiska perspektivet utgår från att fenomen och institutioner existerar för att de fyller en funktion för samhället som helhet. Det allomfattande AGIL-systemet är sedan länge kraftigt kritiserat. Inte minst C. Wright Mills levererade en numera klassisk, svidande kritik. Men även en stor del av senare sociologisk teori tar sin utgångspunkt i en kritik av Talcott Parsons, till exempel Jürgen Habermas och Niklas Luhmann. Samtida försvarare av Parsons perspektiv, framför allt Jeffrey Alexander, brukar kallas för neofunktionalister.

## Viktiga verk
- The Structure of Social Action (1937)
- The Social System (1951)
- Structure and Process in Modern Societies (1960)
- Sociological Theory and Modern Society (1968),
- Politics and Social Structure (1969).